# Lake Maraboon
Der Lake Maraboon ist ein Stausee im Osten des australischen Bundesstaates Queensland. Der See liegt 25 km südwestlich der Stadt Emerald fast am Südlichen Wendekreis. Der Fairbairn-Staudamm wurde 1972 am Nogoa River gebaut, wodurch mit dem Lake Maraboon der zweitgrößte See in Queensland entstand. Maraboon ist ein Wort aus der Sprache der örtlichen Aborigines und bedeutet im Deutschen wo die schwarzen Enten fliegen.
Der wichtigste Zweck des Lake Maraboon ist die Bewässerung landwirtschaftlich genutzter Flächen. Etwa 300 Bewässerungsanlagen für Baumwoll-, Zitrusfrucht- und andere Pflanzungen sind an den Stausee angeschlossen. Der Stausee ist mit einer maximalen Tiefe von 31,7 m relativ flach. Es gibt keine Beschränkungen für Wassersportler und der Stausee hat sogar einen betonierten Slipway für Boote.

## Geschichte
Am 1. Juli 2003 mussten die Baumwollfarmer, die auf den Stausee angewiesen sind, Kürzungen von 75 % bei der zulässigen Wasserentnahme hinnehmen. Im November 2006 erreichte der Stausee mit nur 14 % des maximalen Stauvolumens seinen bisher niedrigsten Wasserstand. Im Sommer desselben Jahres sank der Wasserstand durch verminderte Zuflüsse und erhöhte Verdunstung weiter bis auf 12 % des maximalen Stauvolumens.
Am 18. Januar 2008 um ca. 12 Uhr Mittags lief der Stausee dagegen das erste Mal in 17 Jahren wegen starker örtlicher Regenfälle über (s. Foto). Am 20. Januar 2008, etwa 48 Stunden später, wurde ein Wasserstand 3,5 m über dem Auslauf erreicht. Dies entspricht etwa einem Füllgrad von 156 % des maximalen Stauvolumens. Am 22. Januar 2008 wurde der höchste Wasserstand mit 4,5 m über dem Auslauf erreicht. Nur eine Woche vorher hatte der Wasserstand nur 29 % der Maximalkapazität betragen. Flussabwärts mussten 2.700 Anwohner wegen Überschwemmungen evakuiert werden.
Sun Water, die Betreibergesellschaft des Stausees hat ein Programm zur Erhöhung des Stauvolumens aufgelegt, um die Sicherheit des Stausees zu erhöhen. Langfristig wird der Auslauf vergrößert.

## Fischerei
In den Stausee wurden Barramundis eingesetzt, ebenso wie der „Mary-River-Kabeljau“ (Macculochella mariensis), Leichhardts Knochenzüngler (Scleropages leichardti), Barsche und Tigerfische. Aalschwanzwelse (Tandanus tandanus), Fleckenbarsche, Flusskrebse, Russtigerfische (Hephaestus fuliginosus) und Dorschbarsche sind zudem vorhanden. Im Lake Maraboon darf in einem Bereich 200 m von der Staumauer entfernt nicht gefischt werden.